# Gabão nos Jogos Olímpicos de Verão de 2008
O Gabão participou dos Jogos Olímpicos de Verão de 2008, em Pequim, na China. O país estreou nos jogos em 1972 e esta foi sua 8ª participação.

## Desempenho

### Atletismo
| Wilfried Bingangoye        | 100 m masculino | 10.87 | 62   | Não avançou | Não avançou | Não avançou | Não avançou | Não avançou | Não avançou |             |             |
| Paulette Ruddy Zang-Milama | 100 m feminino  | 11.62 | 38 Q | 11.59       | 33          | Não avançou | Não avançou | Não avançou | Não avançou | Não avançou | Não avançou |

### Judô
Feminino
| Atleta           | Prova  | Fase de 32                | Fase de 16             | Quartas                | Semifinais             | Repescagem 1ª fase     | Repescagem Quartas     | Repescagem Semifinais  | Final                  |             |
| Atleta           | Prova  | Adversário e resultado    | Adversário e resultado | Adversário e resultado | Adversário e resultado | Adversário e resultado | Adversário e resultado | Adversário e resultado | Adversário e resultado |             |
| ---------------- | ------ | ------------------------- | ---------------------- | ---------------------- | ---------------------- | ---------------------- | ---------------------- | ---------------------- | ---------------------- | ----------- |
| Sandrine Ilendou | −48 kg | ALG M. Moussa D 0011-0000 | Não avançou            | Não avançou            | Não avançou            | Não avançou            | Não avançou            | Não avançou            | Não avançou            | Não avançou |

### Taekwondo
Masculino
| Atleta          | Prova  | Fase de 16             | Quartas                | Semifinais             | Repescagem Quartas     | Repescagem Semifinais  | Final                  |
| Atleta          | Prova  | Adversário e resultado | Adversário e resultado | Adversário e resultado | Adversário e resultado | Adversário e resultado | Adversário e resultado |
| --------------- | ------ | ---------------------- | ---------------------- | ---------------------- | ---------------------- | ---------------------- | ---------------------- |
| Lionel Baguissi | -80 kg | VEN C. Vásquez D 5-0   | Não avançou            | Não avançou            | Não avançou            | Não avançou            | Não avançou            |